# Jerry Siegel

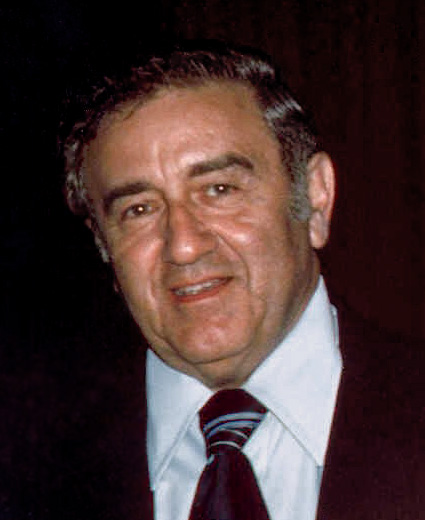
Jerry Siegel (1976)

Jerry Siegel (ur. 17 października 1914, zm. 28 stycznia 1996) – amerykański autor komiksów, twórca postaci Supermana.

## Życiorys
Najmłodszy z szóstki dzieci emigrantów z Litwy. Jego ojciec, Mitchell, był malarzem szyldów i zaszczepił w synu pasję do sztuki. Siegel od lat 20 uczestniczył w spotkaniach fanów science-fiction i rozpoczął tworzenie własnych historii, publikowanych w magazynie Science Stories Wonder. Podczas nauki w Cleveland poznał swojego przyszłego współpracownika, Joe Shustera. W styczniu 1933 w fanzinie Science- Fiction opublikowali oni pierwszą historię o Supermanie. Fanzin przestał być wydawany po pięciu numerach a Siegel i Shuster bezskutecznie próbowali zainteresować swoimi historiami wydawców. Stworzoną przez nich czarno-białą historię Detective Dan: Secret Operative No. 48., liczącą 48 stron, sprzedali wydawnictwu Consolidated Book, lecz komiks ten nigdy się nie ukazał. W 1938 podpisali umowę z wydawnictwem National Allied Publications (później DC Comics) - pierwszy odcinek Supermana ukazał się w czerwcu 1938 w serii Action Comics. Siegel stworzył również w tym czasie innego bohatera komiksowego - Spectre.
W 1946 Siegel i Shuster odsprzedali wydawnictwu prawa do postaci Supermana. Siegel stworzył jeszcze postać Funnymana, a w latach 50 anonimowo tworzył historie o Supermanie. W latach 60 współpracował z Marvel Comics (pod pseudonimem Joe Carter) tworząc przygody Human Torch a także pod własnym nazwiskiem historie o Angel z uniwersum X-Men. Tworzył też historie dla wydawnictw Archie Comics, Mighty Comics, Charlton Comics, Western Publishing czy Mondadori Editore. W latach 80 wraz z Valem Mayerikiem stworzył komiks The Starling.